# Bernard Cordonnier
Bernard Cordonnier   (Verviers, 27 de desembre de 1959 - Juprelle, 17 de desembre de 2016) fou un pilot de trial belga. Durant els anys 80 va ser un dels competidors destacats del Campionat del Món de trial, primer com a oficial de Bultaco i després de SWM, havent pilotat també les Fantic i JCM. L'any 1987 va guanyar el Campionat de Bèlgica de trial.

## Palmarès
| Any          | Motocicleta  | Campionat del Món | Campionat de Bèlgica |
| ------------ | ------------ | ----------------- | -------------------- |
| 1979         | Bultaco      | -                 |                      |
| 1980         | Bultaco      | -                 |                      |
| 1981         | Bultaco      | 17è               |                      |
| 1982         | SWM          | 22è               |                      |
| 1983         | SWM          | 7è                |                      |
| 1984         | Fantic       | 10è               |                      |
| 1985         | JCM          | 21è               |                      |
| 1986         | JCM          | 25è               |                      |
| 1987         | Fantic       | 24è               | 1r                   |
| Total títols | Total títols | 0                 | 1                    |

1. ↑  Al total de títols s'hi compten tots els campionats estatals o internacionals guanyats